# Война за независимость Перу

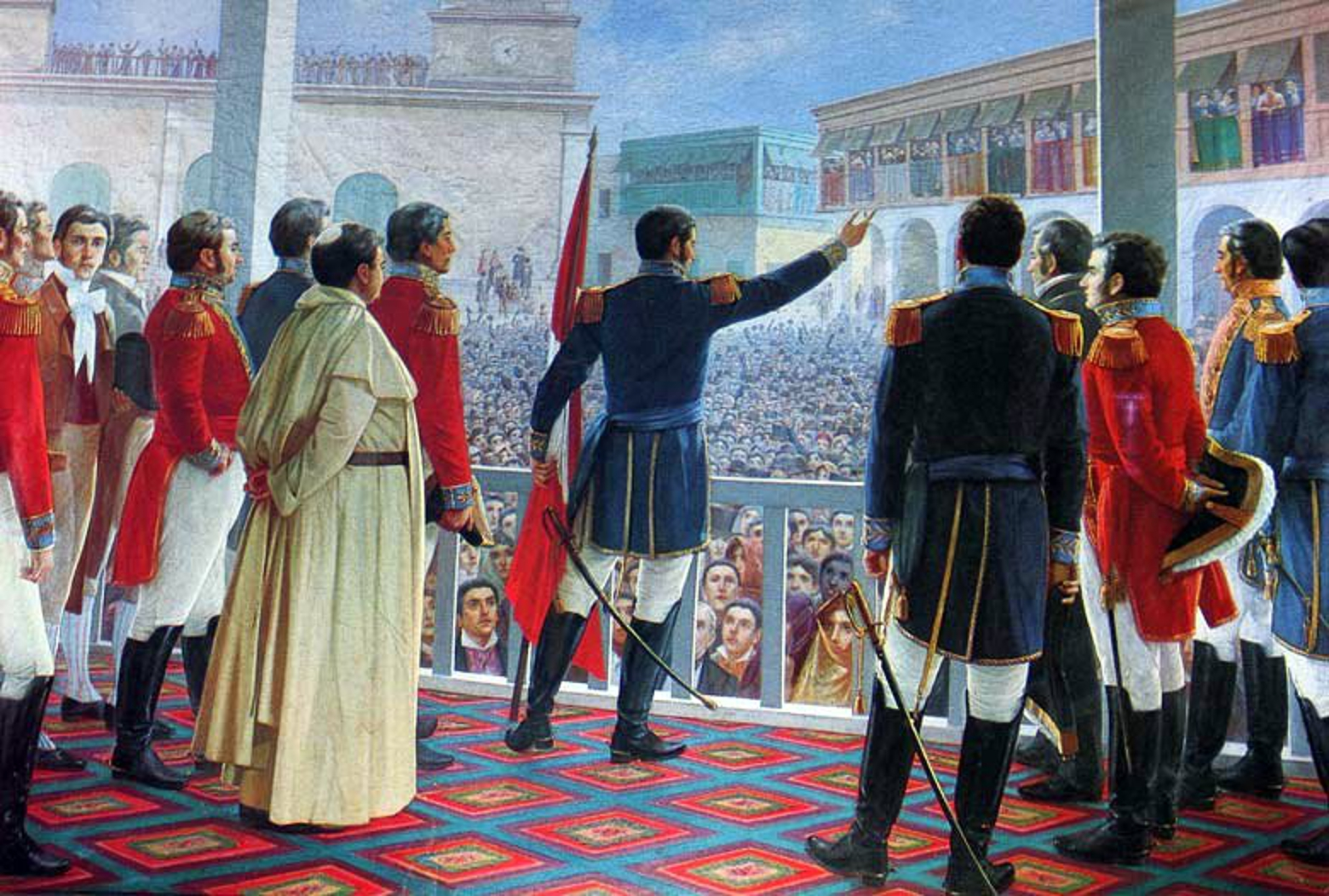
Хосе де Сан-Мартин провозглашает независимость Перу

Война за независимость Перу (исп. Guerra de Independencia del Perú) — часть Войны за независимость испанских колоний в Америке, проходившей на территории вице-королевства Перу и Верхнего Перу (современные Перу, Боливия, части Чили и Аргентины).

## Первый этап войны
В то время как движение за независимость в испанской Америке получило широкое распространение после захвата Испании наполеоновскими войсками и изоляции её от колоний британским флотом, в то время как многие другие города и регионы создали хунты, богатые землевладельцы и владельцы промышленных предприятий и шахт, которые были главной движущей силой освободительного движения в других частях  Америки, в Перу преимущественно поддерживали Испанию. Это было вызвано как опасениями по поводу индейских восстаний, таких как недавнее восстания Тупака Амару II в 1780—1781 годах, так и коммерческими интересами и конкуренцией с Чили и Аргентиной.
В Верхнем Перу хунты были созданы в Сукре и Ла-Пасе еще в 1809 году, но они были быстро разгромлены роялистами. Восстания в Уануко в 1812 году и Куско в 1814—1816 годах, также были относительно легко подавлены.
Олигархия Лимы поддержала роялистов, особенно после того, как армиям Буэнос-Айреса не удалось вторгнуться в Верхнее Перу. Всего в период с 1810 по 1815 год аргентинские революционеры отправили в Верхнее Перу три экспедиции. Во всех этих кампаниях аргентинцы потерпели поражение от роялистов, нанеся революционерам серьезный удар. Эти кампании совпали с двумя восстаниями в Такне, на юге современного Перу, в 1811 и 1813 годах, первое из которых возглавил Франсиско Антонио де Зела, но восстания были подавлены, поскольку аргентинцы не смогли оказать обещанную поддержку. После этих побед Верхнее Перу снова вошло в 1815 году в состав Перуанского вице-королевства, что было выгодно купцам Лимы. В последующем только в Верхнем Перу до 1824 года продолжалась борьба шестью партизанскими группами, так называемыми республиканцами, действовавшими в регионе Титикаки.

## Второй этап войны
Перелом в войне наступил с наступлением на вице-королевство войск генерала Хосе Сан-Мартина с юга (1820—1823) и генерала Симона Боливара с севера (1824). Хосе Сан-Мартин в 1818 году переправился через Анды из Аргентины и, разбив армию роялистов в сражениях при Чакабуко и Майпу, освободил от роялистов Чили. В 1820 году Освободительная экспедиция отплыла в Перу и взяла Лиму, где 28 июля 1821 года Сан-Мартин провозгласил независимость Перу.
Хосе де ла Серна перенес свою штаб-квартиру в Куско. Он послал войска под командованием генерала Кантерака, которые подошли к Лиме 10 сентября 1821 года. Ему не удалось оказать помощь осажденным силам генерала Хосе де Ла Мара в крепости Реаль-Фелипе в Кальяо и 16 сентября он снова отступил в высокогорье. Республиканцы преследовали отступающих роялистов до тех пор, пока не достигли Хаухи 1 октября.
Военные действия продолжались, и Сан-Мартину потребовалась помощь армии Боливара, наступавшей на Перу с севера. На встрече в Гуаякиле в 1822 году Сан-Мартину пришлось уступить политическим идеям Боливара в отношении Перу, поскольку Боливар не хотел новой монархии, а скорее хотел установить республики в бывших колониях. После этого Сан-Мартин 22 сентября 1822 года сложил с себя полномочия протектора Перу и покинул страну.
Тем временем перуанское государство увязло в сопротивлении роялистов и нестабильности самой республики. Следовательно, хотя побережье и Северное Перу находились под контролем республики, горная часть страны все еще находилась под контролем роялистов. В апреле 1822 года вторжение их армии нанесло поражение республиканской армии в сражении при Ике. Впоследствии, в январе 1823 года, республиканская армия под командованием генерала Рудесиндо Альварадо потерпела еще одно поражение от роялистов в битвах при Торате и Мокегуа. Генерал-роялист Хосе Кантерак 18 июня 1823 года без боя повторно оккупировал Лиму.
Конец войне наступил только с военным вмешательством Великой Колумбии. После постоянных военных поражений при президенте Хосе де ла Рива Агуэро перуанский конгресс решил в 1823 году направить просьбу о помощи Боливару, который прибыл в Лиму 10 декабря 1823 года с целью освобождения всего Перу и взял под свой контроль остатки бывших войск Сан-Мартина.
В 1824 году восстание в лагере роялистов в Верхнем Перу подготовило почву для битв при Хунине и Аякучо. Перуанская армия одержала победу в битве при Хунине под личным командованием Симона Боливара и в битве при Аякучо под командованием генерала Антонио Хосе де Сукре. Война не закончилась до тех пор, пока последние уцелевшие роялисты не сдали крепость Реаль-Фелипе в 1826 году.

## Итоги войны
После окончания войны за независимость в 1825 году от Перу отделилось Верхнее Перу, образовавшее новое государство Боливия. В 1836 году была образована Перуано-боливийская конфедерация, три года спустя распавшаяся вследствие военного вмешательства Чили.